# École Militaire Interarmes
L'École Militaire Interarmes (EMIA) è una scuola militare dell'Armée de terre francese incaricata della formazione degli ufficiali dell'esercito dedicata al reclutamento interno, vale a dire dai ranghi dei sottufficiali e degli altri gradi.
L'EMIA è l'equivalente della Military School (EMA) dell'Aeronautica Militare e della Military School of the Fleet (EMF) della Marina. Il suo motto è "Il lavoro come legge, l'onore come guida".
L'EMIA si trova a Guer nel dipartimento di Morbihan e fa parte dell'École spéciale militaire de Saint-Cyr/Coëtquidan (AMS-C./C.), così come la Scuola militare speciale (ESM), responsabile della formazione degli ufficiali dell'esercito provenienti dal reclutamento esterno, e la Scuola militare degli aspiranti di Coëtquidan (EMAC), responsabile, tra le altre cose, della formazione degli ufficiali a contratto. Dipende dalle Scuole Coëtquidan e dalla Direzione delle risorse umane dell'esercito (DRHAT).

## Formazione
L'EMIA recluta i suoi allievi tra i sottufficiali in servizio attivo e tra gli altri ranghi (dal 2010), selezionati tramite esame concorsivo. Gli allievi ufficiali seguono un addestramento di due anni. Alla fine del primo anno vengono nominati sottotenenti e, alla fine del secondo anno, tenenti. I tenenti appena promossi completano poi la loro formazione per un ulteriore anno nella scuola di formazione da loro scelta (Draguignan per l'artiglieria e la fanteria, Saumur per la cavalleria corazzata, Angers per il genio, ecc.).

## Storia
L'EMIA è l'erede delle varie "scuole d'armi" del XIX secolo, nelle quali venivano formati gli ufficiali dei corpi di truppa.
La più importante di queste scuole d'armi, la scuola militare di fanteria di Saint-Maixent (EMI), fu fusa con la scuola militare speciale di Saint-Cyr (ESM) nel novembre 1942 nella scuola per studenti-aspiranti di Cherchell, creata dopo l'occupazione tedesca della zona meridionale. Nel dicembre 1944, la Cherchell Military School prese il nome di “Combined Arms Military School” (EMIA). Dopo la guerra, nel giugno 1945, si trasferì a Coëtquidan, poiché gli edifici dell'ex scuola Saint-Cyr a Saint-Cyr-l'École erano stati distrutti dai bombardamenti.
La nuova scuola, che nel 1947 prese il nome di "Scuola Militare Speciale Inter-Armi" (ESMIA), formò, secondo l'idea di fusione del suo fondatore, il generale Jean de Lattre de Tassigny, ufficiali provenienti dal concorso esterno e ufficiali provenienti dal reclutamento interno.
Questo sistema funzionò fino al 1961, quando la formazione degli ufficiali "diretti", affidata alla nuova scuola militare speciale di Saint-Cyr (ESM), e quella degli ufficiali "semidiretti", affidata all'EMIA, furono separate. Secondo Michel Goya, questa dissociazione si spiega con la volontà di preservare i giovani "diretti" dal contatto con i veterani della guerra d'Algeria, con l'obiettivo di fare tabula rasa di un passato traumatico per costruire un esercito nuovo e risolutamente moderno.

## Reclutamento
Per molto tempo i candidati venivano selezionati presso la Scuola militare di Strasburgo. L'EMS era costituito da due gruppi: il Battaglione di competizione per i servizi unici (CUS) e il Plotone preparatorio per la competizione EMIA (PPEMIA). Gli studenti dell'EMS hanno avuto anche l'opportunità di sostenere un esame competitivo per ingegneri degli armamenti ausiliari.
Il concorso per entrare nella Scuola Militare Interarmi richiede quattro condizioni: avere 35 anni o meno, essere in possesso di una laurea (ammissione tramite concorso) o di una licenza (ammissione tramite abilitazione), essere un sottufficiale militare con almeno tre anni di servizio al 1° gennaio dell'anno del concorso e, infine, essere fisicamente idoneo.
I test dipendono dal flusso scelto per le prove scritte. Le prove orali e fisiche sono comuni a tutti i corsi. Dopo essersi iscritto al concorso nella propria unità, il candidato deve scegliere uno dei tre indirizzi per l'esame: scienze (SI), lingue (L), economia (ES). Quindi, i candidati devono prima superare una serie di test scritti per essere ammissibili, quindi superare una serie di test orali e fisici per essere ammessi.
- Prove scritte consistono in due test comuni. Prova di sintesi della durata di quattro ore, la prova consiste in una sintesi su un argomento attinente al mondo della difesa, si tratta di verificare la capacità di analisi e scrittura del candidato. Un test di lingua inglese della durata di due ore; il test scritto di lingua inglese è composto da due parti. Ha lo scopo di verificare la competenza linguistica e l'espressione scritta. Poi, a seconda del corso, due test specifici: per IS, un test di matematica e analisi dei processi della durata di quattro ore e un test di scienze fisiche della durata di quattro ore. Per gli studenti di L, si tratta di un test di quattro ore sulla storia delle relazioni internazionali e sulla geopolitica e di un test di tre ore su una lingua moderna diversa dall'inglese. Per l'ES, si tratta di un test di economia della durata di tre ore e di un test di matematica applicata della durata di tre ore.
- Esami orali sono comuni a tutti i settori. Il primo test è un test di attitudine alle funzioni di funzionario; questo test comprende un colloquio del candidato con il presidente della commissione, una personalità scientifica o accademica e un funzionario esaminatore senior su un argomento di cultura generale scelto a caso. Il secondo test riguarda le conoscenze militari e consiste in un'interrogazione orale rivolto a ciascun candidato dal colonnello assistente del presidente e da due ufficiali esaminatori di grado superiore. L'ultimo test è un test di lingua inglese. È previsto anche un test facoltativo di lingua moderna.
- Le prove fisiche consistono nella salita su corda (la prova consiste nel salire due volte a stile libero un'altezza di cinque metri misurata da terra nel più breve tempo possibile), in una prova tipo "Cooper", svolta in pista, in una prova di nuoto di 100 metri stile libero e 10 metri in apnea (in piscina, con o senza virata, dopo una partenza in tuffo o in salto dai blocchi di partenza), in una prova addominale e infine in una corsa a ostacoli.

Esiste anche un concorso basato sulle qualifiche per il personale che è già in possesso di un diploma di laurea di primo livello più due anni. Gli studenti selezionati non sosterranno le prove scritte e accederanno direttamente alle prove orali e fisiche.

## Diplomi

### Lauree universitarie
Tutti gli studenti ufficiali ottengono, al termine della scuola, il diploma della Scuola Militare Interforze che conferisce loro il titolo di licenza (180 ECTS), convalidato dal Ministero dell'istruzione superiore e della ricerca.

### Tirocini, diplomi e attestati specifici
Allo stesso tempo, gli ufficiali studenti seguono numerosi corsi di addestramento militare che conferiscono loro qualifiche specifiche:
- capacità di comandare una sezione di circa trenta uomini;
- certificato di paracadutismo militare;
- direttore dell'implementazione degli esplosivi;
- direttore delle riprese;
- istruttore di tiro al bersaglio;
- corsi di formazione sulle tecniche di commando, fino al livello di istruttore;
- attestato di prevenzione civica e primo soccorso di 1° livello;
- certificati militari in lingue straniere;
- tirocinio di ricerca accademica in un contesto internazionale;
- corso di indurimento in ambiente equatoriale;
- corso di resistenza in montagna.

## Tradizioni
La bandiera della scuola militare multinazionale reca sulla cravatta la Croce di Cavaliere della Legion d'onore (dal 2011), la Croce di Guerra con palma del 1939-1945 e la Croce di Guerra del TOE con palma. Inoltre, su questa cravatta è appuntata anche la croce di guerra con palma della scuola militare Cherchell del 1939-1945 (oltre alla palma, ha una fibbia con la scritta "Cherchell").
Gli studenti dell'EMIA sono soprannominati "dolos", dal nome del tipo di carne in scatola delle vecchie razioni da combattimento che raffigura un bue (nel gergo militare, "bue" è un soldato rustico, laborioso e non sempre molto intelligente). Gli studenti dell'EMIA hanno iniziato a rivendicare questo nome negli anni '70. Durante le cerimonie, indossano la Parade Uniform, nota come "TP", così come la sciabola modello F1 del 1974 ispirata alla sciabola da cavalleria leggera modello An IX. Fu progettato dal generale De Boissieu. Durante le attività tradizionali indossano il berretto celeste con bordo sottile e sfondo rosso, ereditato da ESMIA. Nonostante una leggenda persistente, non indossano quello dei cadetti della Cherchell School, che ha una bella bordura di narcisi. I canti tradizionali dell'EMIA sono La Preghiera, Sarie Marès e il Dolo Cornu.
Una frase popolare: "Una volta Dolo, sempre Dolo!".

## Conservazione degli archivi
All'inizio del 2016, per consentire la conservazione degli archivi digitali delle promozioni della Scuola Militare Interforze, la 54a Promozione ha creato un sito web per archiviare i siti delle promozioni al fine di evitare le sfortunate sparizioni di questa storia.

## Cultura popolare
Nel gennaio 2018, è stato pubblicato il primo albo a fumetti dedicato a EMIA:
- Nelson Castillo, Matthieu Sylvain, Rémi Le Capon e Patrice Buendia, EMIA: Fratelli d'armi, Parigi/Marcinelle/impr. in Belgio, Zephyr Editions, 19 gennaio 2018, pag. 56 (Codice ISBN 978-2-36118-194-9).